# Old Harry Rocks
Les Old Harry Rocks (o Roques del vell Harry) són tres formacions de creta, situades a Handfast Point, a l'anomenada illa de Purbeck, comtat de Dorset, al sud-oest d'Anglaterra. Marquen el punt més oriental de la Costa Juràssica anglesa, Patrimoni de la Humanitat per la UNESCO el 2001.

## Localització
Les Old Harry Rocks es troben directament a l'est de la localitat d'Studland, a uns 2,5 km al nord-est de la ciutat de Swanage i uns 4,8 km al sud de les grans ciutats de Poole i Bournemouth. Al sud hi ha els penya-segats de creta de Ballard Down, gran part dels quals són propietat del National Trust.

## Geologia
Les terres baixes o zones de turons de guix de Ballard Down formen part de la formació de Portsdown Chalk, que es van formar farà uns 72-84 milions d'anys al Campanià, Cretaci superior. Les bandes de pedra s'han anat erosionant gradualment al llarg dels anys, alguns dels farallons anteriors han caigut (l'anomenada Old Harry's wife va caure el 1509), mentre que se'n formen de noves per la ruptura d'istmes estrets. A través de l'aigua cap a l'est solen ser visibles els tres farallons calcaris que formen The Needles de l'illa de Wight.

## Llegenda
Hi ha diverses llegendes sobre el nom de les roques. Una d'elles diu que el Diable (tradicionalment conegut eufemísticament com "El vell Harry") dormia a les roques. Una altra llegenda local diu que les roques van rebre el nom per Harry Paye, un infame pirata de Poole, el vaixell del qual s'amagava darrere de les roques esperant els comerciants que passaven. Una altra llegenda diu que una incursió víking del segle IX va ser frustrada per una tempesta i que un dels ofegats, Earl Harold, es va convertir en un pilar de creta.